# Мортагуа
Морта́гуа (порт. Mortágua; МФА: [muɾ.ˈta.gwɐ], Мурта́гве) — муніципалітет і містечко в Португалії, в окрузі Візеу. Розташований у центрально-північній частині країни, на теренах історичної португальської провінції Бейра. Належить до Візеуської діоцезії Католицької церкви в Португалії. Права міського самоврядування має з 1192 року. Поділяється на 7 парафій. За адміністративним поділом, чинним до 1976 року, був складовою провінції Верхня Бейра. Площа муніципалітету — 251,18 км², населення муніципалітету — 9607 ос. (2011); густота населення — 38,25 осіб/км²
. Патрон — Діва Марія. Святковий день муніципалітету — 1-й четвер після Вознесіння. Поштовий індекс — 3450.  Код місцевої адміністративної одиниці — 1808. Складова статистичного регіону Центр.

## Географія
Мортагуа розташована в центрі Португалії, на південному заході округу Візеу.
Мортагуа межує на півночі з муніципалітетом Агеда, на північному сході — з муніципалітетом Тондела, на сході — з муніципалітетом Санта-Комба-Дан, на півдні — з муніципалітетом Пенакова, на заході — з муніципалітетами Меаляда й Анадія.

## Історія
1192 року португальський король Саншу I надав Мотагуа форал, яким визнав за поселенням статус містечка та муніципальні самоврядні права.

## Населення
| Кількість мешканців | Кількість мешканців | Кількість мешканців | Кількість мешканців | Кількість мешканців | Кількість мешканців | Кількість мешканців | Кількість мешканців | Кількість мешканців | Кількість мешканців | Кількість мешканців | Кількість мешканців | Кількість мешканців | Кількість мешканців | Кількість мешканців |
| ------------------- | ------------------- | ------------------- | ------------------- | ------------------- | ------------------- | ------------------- | ------------------- | ------------------- | ------------------- | ------------------- | ------------------- | ------------------- | ------------------- | ------------------- |
| 1864                | 1878                | 1890                | 1900                | 1911                | 1920                | 1930                | 1940                | 1950                | 1960                | 1970                | 1981                | 1991                | 2001                | 2011                |
| 8 313               | 9 109               | 9 004               | 8 834               | 9 210               | 9 498               | 10 268              | 11 202              | 12 616              | 13 024              | 11 625              | 11 291              | 10 662              | 10 379              | 9 607               |

## Персоналії
- Антоніо Жозе Бранкіньо да Фонсека (1905—1974) — португальський письменник: прозаїк, поет, драматург.